# Словник назв малих планет
Словник назв малих планет (Dictionary of Minor Planet Names, скорочено DMPN) — видання Міжнародного астрономічного союзу, яке включає затверджені назви малих тіл Сонячної системи, пояснення походження цих назв, попередні тимчасові позначення цих тіл та додаткову інформаних про них.

## Видання та додатки
- Lutz D. Schmadel (1992). Dictionary of Minor Planet Names. Springer-Verlag Berlin Heidelberg. с. IX+687. doi:10.1007/978-3-662-02804-9. (3 957 назв, 5 012 номерів до грудня 1991)
- (2) (4 512 назв, 5 655 номерів до вересня 1993)
- Lutz D. Schmadel (1997). Dictionary of Minor Planet Names. Springer-Verlag Berlin Heidelberg. с. XXVI+939. doi:10.1007/978-3-662-06615-7. (5252 назв, 7041 номерів до juin 1996)
- (4) (6 730 назв, 10 666 номерів до травня 1999)
- Lutz D. Schmadel (2003). Dictionary of Minor Planet Names. Springer-Verlag Berlin Heidelberg. с. 992. ISBN 3-540-00238-3. (10 038 назв, 52 224 номерів до грудня 2002)
- Lutz D. Schmadel (2006). Dictionary of Minor Planet Names: Addendum to Fifth Edition: 2003 - 2005. Springer-Verlag Berlin Heidelberg. с. X+343. ISBN 978-3-540-34360-8. (12 804 назв, 120 437 номерів до грудня 2005)
- Lutz D. Schmadel (2009). Dictionary of Minor Planet Names: Addendum to Fifth Edition: 2006 - 2008. Springer-Verlag Berlin Heidelberg. с. IX+316. doi:10.1007/978-3-642-01965-4. ISBN 978-3-642-01964-7. (15 056 назв, 207 942 номерів до грудня 2008)
- Lutz D. Schmadel (2012). Dictionary of Minor Planet Names. Springer-Verlag Berlin Heidelberg. с. XII+1452. doi:10.1007/978-3-642-29718-2. ISBN 978-3-642-29717-5. (16 863 назв, 310 376 номерів до грудня 2011)
- Lutz D. Schmadel (2015). Dictionary of Minor Planet Names: Addendum to 6th Edition: 2012-2014. Springer International Publishing. с. XI+396. doi:10.1007/978-3-319-17677-2. ISBN 978-3-319-17676-5. (19 044 назв, 422 636 номерів до січня 2015)
- (6-2, грудня 2017) (21 191 назв, 508 765 номерів до грудня 2017)
- Lutz D. Schmadel; Gernot Burkhardt (2022). Dictionary of Minor Planet Names. heiBOOKS. с. 2005. doi:10.11588/heibooks.1052. ISBN 978-3-948083-64-9. (22 977 назв, 607 011 номерів до грудня 2021)